# سجود التلاوة

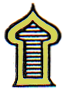
رمز موضع السجدة في المصاحف المعاصرة.

سجود التلاوة أو سجدة التلاوة هو: السجود الذي يكون مسببًا عن تلاوة آية من آيات السجود، وآيات السجود في القرآن الكريم: (خمس عشرة آية)، وهو سجدة واحدة.
فإذا كان القارئ مصلِّيًا يسجد ثم يعود إلى القيام لإكمال قراءة الآيات وإكمال الصلاة، وله الخيار أيضًا أن يركع بعدها دون قراءة. وإذا كانت أثناء تلاوة القرآن فيكون السجود سجدة واحدة فقط.

## شروط سجود التلاوة

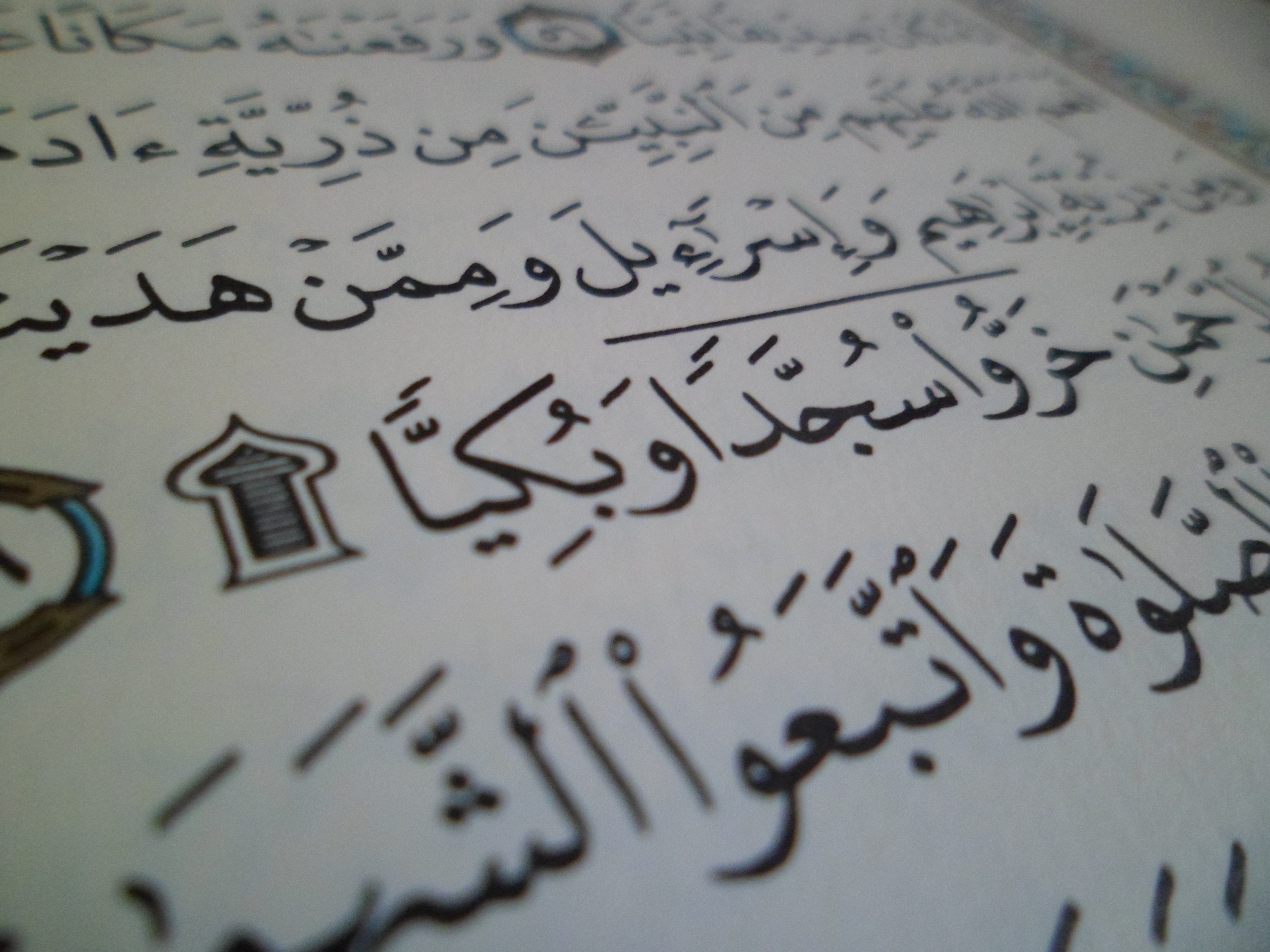
موضع السجدة في سورة مريم.

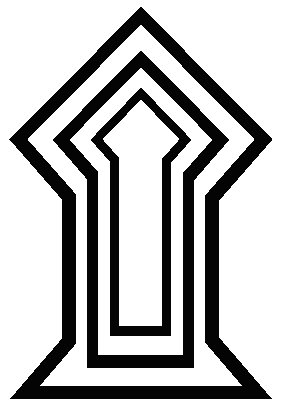
رمز اليونيكود

يشترط لسجود التلاوة ما يشترط للصلاة، حسب أقوال مختلف العلماء، كما بينها الإمام النووي في المجموع، وأفتى الشيخ ابن باز أنه لا يُشترط أن يكون الساجد على طهارة.

## حكم سجود التلاوة
حكم سجود التلاوة سنة مؤكدة لا ينبغي تركها، فإذا مرَّ الإنسان بآية سجدة فليسجد سواء كان يقرأ في المصحف، أو عن ظهر قلب، أو في الصلاة، أو خارج الصلاة. وأما السُنة المؤكدة فلا تجب ولا يأثم الإنسان بتركها؛ لأنه ثبت عن عمر بن الخطاب أنه قرأ السجدة التي في سورة النحل على المِنبر، فنزل وسجد، ثم قرأها في الجمعة الأُخرى فلم يسجد، ثم قال: «إن الله لم يفرِض علينا السجودَ إلا أن نشاء»، وذلك بحضور الصحابة رضي الله عنهم.

والراجح عند جمهور العلماء أن سجود التلاوة حكمه حُكم صلاة النافلة، فيشترط فيه ما يشترط فيها من طهارة حدث وخبث وستر عورة واستقبال قِبلة، وإليك الأدلة على ذلك من كلام أهل العلم، قال الإمام النووي في المجموع: وحكم سجود التلاوة حكم صلاة النافلة يفتقر إلى الطهارة والستارة واستقبال القبلة لأنها صلاة في الحقيقة. وقال ابن قُدامة في المغني: 
| ” | شرطها الطهارة واستقبال القبلة إلى آخر شروط الصلاة، وكذلك الحكم عند المالكية كما صرح به خليل في مختصره وبينه شروحه. | “ |

قال ابن القاسم: كان لا يُوجِبها وکان قوله: 
| سجود التلاوة | إنَّهُ لَا یُوجِبُھَا وَکَانَ یَأْخُذُ فِي ذَلِکَ بِقَولِ عُمَرَبْنِ الْخطَّابِ رَضِیَ اللہَ عَنْهُ. | سجود التلاوة |

وَ قَالَ مالك بن أنس: 
| سجود التلاوة | لَا أُحِبُّ لِأَحَدٍ أَنْ یَقْرَأَ سَجْدَۃً إلَّا سَجَدَھَا فِي صَلَاۃِ أَوْ فِي غَیْرِھَا. | سجود التلاوة |

## آيات السجود
يلاحظ أن آيات السجود حسب جمهور الفقهاء أربع عشرة آية، إلا أن المالكية لا يرَون السجَدات في أواخر الحج والنجم والانشقاق والعلق من مواضع سجود التلاوة، في حين عدَّ الشافعية والحنابلة سجدة ص سجدةَ شكر لا سجدة تلاوة. ويُذكر هنا آيات سجود التلاوة حسب الجمهور، وهي:
1. ﴿إِنَّ الَّذِينَ عِنْدَ رَبِّكَ لَا يَسْتَكْبِرُونَ عَنْ عِبَادَتِهِ وَيُسَبِّحُونَهُ وَلَهُ يَسْجُدُونَ ۝٢٠٦﴾ سورة الأعراف
2. ﴿وَلِلَّهِ يَسْجُدُ مَنْ فِي السَّمَاوَاتِ وَالْأَرْضِ طَوْعًا وَكَرْهًا وَظِلَالُهُمْ بِالْغُدُوِّ وَالْآصَالِ ۝١٥﴾ سورة الرعد
3. ﴿وَلِلَّهِ يَسْجُدُ مَا فِي السَّمَاوَاتِ وَمَا فِي الْأَرْضِ مِنْ دَابَّةٍ وَالْمَلَائِكَةُ وَهُمْ لَا يَسْتَكْبِرُونَ ۝٤٩ يَخَافُونَ رَبَّهُمْ مِنْ فَوْقِهِمْ وَيَفْعَلُونَ مَا يُؤْمَرُونَ ۝٥٠﴾ سورة النحل
4. ﴿قُلْ آمِنُوا بِهِ أَوْ لَا تُؤْمِنُوا إِنَّ الَّذِينَ أُوتُوا الْعِلْمَ مِنْ قَبْلِهِ إِذَا يُتْلَى عَلَيْهِمْ يَخِرُّونَ لِلْأَذْقَانِ سُجَّدًا ۝١٠٧ وَيَقُولُونَ سُبْحَانَ رَبِّنَا إِنْ كَانَ وَعْدُ رَبِّنَا لَمَفْعُولًا ۝١٠٨ وَيَخِرُّونَ لِلْأَذْقَانِ يَبْكُونَ وَيَزِيدُهُمْ خُشُوعًا ۝١٠٩﴾ سورة الإسراء
5. ﴿أُولَئِكَ الَّذِينَ أَنْعَمَ اللَّهُ عَلَيْهِمْ مِنَ النَّبِيِّينَ مِنْ ذُرِّيَّةِ آدَمَ وَمِمَّنْ حَمَلْنَا مَعَ نُوحٍ وَمِنْ ذُرِّيَّةِ إِبْرَاهِيمَ وَإِسْرَائِيلَ وَمِمَّنْ هَدَيْنَا وَاجْتَبَيْنَا إِذَا تُتْلَى عَلَيْهِمْ آيَاتُ الرَّحْمَنِ خَرُّوا سُجَّدًا وَبُكِيًّا ۝٥٨﴾ سورة مريم
6. ﴿أَلَمْ تَرَ أَنَّ اللَّهَ يَسْجُدُ لَهُ مَنْ فِي السَّمَاوَاتِ وَمَنْ فِي الْأَرْضِ وَالشَّمْسُ وَالْقَمَرُ وَالنُّجُومُ وَالْجِبَالُ وَالشَّجَرُ وَالدَّوَابُّ وَكَثِيرٌ مِنَ النَّاسِ وَكَثِيرٌ حَقَّ عَلَيْهِ الْعَذَابُ وَمَنْ يُهِنِ اللَّهُ فَمَا لَهُ مِنْ مُكْرِمٍ إِنَّ اللَّهَ يَفْعَلُ مَا يَشَاءُ ۝١٨﴾ سورة الحج
7. ﴿يَا أَيُّهَا الَّذِينَ آمَنُوا ارْكَعُوا وَاسْجُدُوا وَاعْبُدُوا رَبَّكُمْ وَافْعَلُوا الْخَيْرَ لَعَلَّكُمْ تُفْلِحُونَ ۝٧٧﴾ سورة الحج
8. ﴿وَإِذَا قِيلَ لَهُمُ اسْجُدُوا لِلرَّحْمَنِ قَالُوا وَمَا الرَّحْمَنُ أَنَسْجُدُ لِمَا تَأْمُرُنَا وَزَادَهُمْ نُفُورًا ۝٦٠﴾ سورة الفرقان
9. ﴿أَلَّا يَسْجُدُوا لِلَّهِ الَّذِي يُخْرِجُ الْخَبْءَ فِي السَّمَاوَاتِ وَالْأَرْضِ وَيَعْلَمُ مَا تُخْفُونَ وَمَا تُعْلِنُونَ ۝٢٥ اللَّهُ لَا إِلَهَ إِلَّا هُوَ رَبُّ الْعَرْشِ الْعَظِيمِ ۝٢٦﴾ سورة النمل
10. ﴿إِنَّمَا يُؤْمِنُ بِآيَاتِنَا الَّذِينَ إِذَا ذُكِّرُوا بِهَا خَرُّوا سُجَّدًا وَسَبَّحُوا بِحَمْدِ رَبِّهِمْ وَهُمْ لَا يَسْتَكْبِرُونَ ۝١٥﴾ سورة السجدة
11. ﴿قَالَ لَقَدْ ظَلَمَكَ بِسُؤَالِ نَعْجَتِكَ إِلَى نِعَاجِهِ وَإِنَّ كَثِيرًا مِنَ الْخُلَطَاءِ لَيَبْغِي بَعْضُهُمْ عَلَى بَعْضٍ إِلَّا الَّذِينَ آمَنُوا وَعَمِلُوا الصَّالِحَاتِ وَقَلِيلٌ مَا هُمْ وَظَنَّ دَاوُدُ أَنَّمَا فَتَنَّاهُ فَاسْتَغْفَرَ رَبَّهُ وَخَرَّ رَاكِعًا وَأَنَابَ ۝٢٤﴾ سورة ص
12. ﴿وَمِنْ آيَاتِهِ اللَّيْلُ وَالنَّهَارُ وَالشَّمْسُ وَالْقَمَرُ لَا تَسْجُدُوا لِلشَّمْسِ وَلَا لِلْقَمَرِ وَاسْجُدُوا لِلَّهِ الَّذِي خَلَقَهُنَّ إِنْ كُنْتُمْ إِيَّاهُ تَعْبُدُونَ ۝٣٧ فَإِنِ اسْتَكْبَرُوا فَالَّذِينَ عِنْدَ رَبِّكَ يُسَبِّحُونَ لَهُ بِاللَّيْلِ وَالنَّهَارِ وَهُمْ لَا يَسْأَمُونَ ۝٣٨﴾ سورة فصلت
13. ﴿فَاسْجُدُوا لِلَّهِ وَاعْبُدُوا ۝٦٢﴾ سورة النجم
14. ﴿وَإِذَا قُرِئَ عَلَيْهِمُ الْقُرْآنُ لَا يَسْجُدُونَ ۝٢١﴾ سورة الإنشقاق
15. ﴿كَلَّا لَا تُطِعْهُ وَاسْجُدْ وَاقْتَرِبْ ۝١٩﴾ سورة العلق

## ما يُقال فيه
السنَّة أن يقول في سجود التلاوة: سجدَ وجهي للَّذي خلقَه وشقَّ سمعَه وبصرَه بحَولِه وقوَّته. رواه الترمذي والحاكم وزاد: فتبارك الله أحسنُ الخالقين.
وأجاز بعض العلماء أن يقول: «سبحان ربي الأعلى»، أو يفعل مثلما يفعل في سائر السجود. قال الإمام النووي: ويُستحب أن يقول في سجوده: «سجد وجهي للذي خلقه وصوَّره وشقَّ سمعه وبصره بحوله وقوَّته». وأن يقول: اللهم اكتب لي بها عندك أجرا، واجعلها لي عندك ذُخرا، وضع عني بها وِزرا، وتقبَّلها مني كما تقبَّلتها من عبدك داود. ولو قال ما يقول في سجود صلاته جاز، ثم يرفع رأسه مكبِّرا كما يرفع من سجود الصلاة.

## كتب عن سجود التلاوة
- سجود التلاوة معانيه وأحكامه لشيخ الإسلام ابن تيمية[11]
- سجود التلاوة وأحكامه لصالح اللاحم.